# Izidor Penko
Izidor Penko, né le 25 juillet 1996 à Ljubljana, est un coureur cycliste slovène de la fin des années 2010.

## Biographie
Il arrête sa carrière à 22 ans, à l'issue de la saison 2018.

## Palmarès
- 2014
  - Trofeo Emilio Paganessi
  - 2e du championnat de Slovénie du contre-la-montre juniors
  - 2e du championnat de Slovénie sur route juniors
  - 8e du championnat du monde sur route juniors
- 2016
  - 3e du championnat de Slovénie du contre-la-montre espoirs
- 2017
  -  Champion de Slovénie du contre-la-montre espoirs
  - 3e du championnat de Slovénie du contre-la-montre
- 2018
  -  Médaillé d'argent du championnat d'Europe du contre-la-montre espoirs
  -  Médaillé de bronze du contre-la-montre des Jeux méditerranéens
  - 3e du championnat de Slovénie du contre-la-montre

## Classements mondiaux
| Année           | 2016   | 2017   | 2018 |
| --------------- | ------ | ------ | ---- |
| UCI Europe Tour | 1 169e | 1 038e | 682e |